# Meral Polat
Meral Polat (Amsterdam, 25 februari 1982) is een Nederlands actrice, theatermaakster en zangeres van Turks-Koerdische komaf.

## Achtergrond
Haar vader kwam in 1980 naar Nederland; haar moeder was er sinds haar twaalfde. Zij ontmoetten elkaar op een Alevitische bijeenkomst. Haar moeder werkte bij Verkade, haar vader heeft allerlei beroepen beoefend, zoals videotheekhouder.
Ze werd geboren in het Julianaziekenhuis in Amsterdam-West, maar groeide op in de Zaanse buurt Poelenburg. Haar middelbare school doorliep ze aan een plaatselijke mavo. Daarna volgde middelbaar beroepsonderwijs in toerisme.

## Actrice
Dat werd het niet, constateerden ook haar ouders. Haar vader kwam vervolgens met een inschrijfformulier voor de Toneelschool in Amsterdam alwaar ze “auditie” deed met een monoloog van Dario Fo. Een van haar leraressen werd Adelheid Roosen. Ze studeerde er in 2004 af.
Daarna was ze te zien in verschillende theatervoorstellingen waaronder Gesluierde monologen (op verzoek van Roosen) en De Vagina Monologen. In 2008 heeft Polat de Guido de Moor-prijs gewonnen voor haar rol in Hollandse Spoor. Ze heeft gespeeld in verschillende televisieseries en films waaronder Keyzer & De Boer Advocaten, Lijn 32 en Noord Zuid. Ook vertolkte ze de rol van Anne Frank waarbij Victor Löw in de rol van Joseph Goebbels haar tegenspeler was. Haar grote doorbraak was in haar ogen haar rol als Mel in de televisieserie De Luizenmoeder. Het resulteerde allerlei aanbiedingen. Achteraf constateerde ze dat deze rol haar uitstekend lag en dat ze zich daarna vrijer voelde. In 2023/2024 staat ze op de planken met En ze maakte een kind, een productie van Orkater, opnieuw een monoloog geschreven door Sarah Sluimer en geregisseerd door Nita Kersten.

## Meral Polat Trio
Ze speelt tevens in de band Meral Polat Trio.In december 2022 kwam Ez kî me (Dit ben ik) uit, het debuutalbum van het Meral Polat Trio. De Volkskrant beoordeelde het album met vier sterren en omschreef het als een "moderne interpretatie van Anatolische folk". MixedWorldMusic nam Ez kî me op in de lijst van beste 10 albums van 2022. In 2024 werd dit album genomineerd voor een Songlines Music Award in de categorie Fusion.

MixedWorldMusic schreef in 2022 na een optreden van het Meral Polat Trio in het Bimhuis:
de succesvolle actrice is ook een ge-wel-dige zangeres, die niet alleen trefzeker alle registers van weemoed weet te beroeren, maar ook vlijmscherp en loepzuiver kan uithalen of juist fluisterzacht koeren.